# Reformationen i Sverige
Reformationen i Sverige avser hur man, genom de båda riksdagarna i Västerås 1527 och 1544, övergick från den katolska kyrkan till den evangelisk-lutherska Svenska kyrkan. Reformationen markerar medeltidens slut och början på vasatiden i Sverige.
Reformationen i Sverige inleddes när kung Gustav Vasa under Västerås riksdag (1527) genom Västerås recess lät förstatliga Uppsalas katolska kyrkoprovins och bryta dess band med påven i Rom. Trots motstånd under hans son kung Johan III:s och sonson kung Sigismunds regeringsperioder, fortsatte kyrkoprovinsen ytterligare att reformeras i opposition mot romersk-katolska kyrkan.
Vid ett kyrkomöte i Uppsala år 1536 avskaffades den kanoniska rätten. Vid Uppsala kyrkomöte (1572) antogs sedan den Svenska kyrkoordningen, vilket kulminerade i den liturgiska striden (1574–1593). Denna avgjordes med det av riksföreståndare hertig Karl inkallade Uppsala kyrkomöte (1593), som antog den lutherska, augsburgska trosbekännelsen. I samband med hertig Karls seger i avsättningskriget mot den romersk-katolske kung Sigismund (1598–1600) ratificerades Uppsala kyrkomöte, de sista svenska katolska klostren och skolorna inklusive kontakt med Rom upphörde, och Svenska kyrkan befästes definitivt som en evangelisk-luthersk folkkyrka.
Reformationen hade flera orsaker: organisatorisk tröghet och doktrinär stagnation inom katolska kyrkan, nya ideologiska tankeströmningar, en vilja till ökat oberoende från Rom och den svenska statens finansiella behov. Fastän en teologisk väckelse sammanföll med reformationen i Sverige kan den sägas ha varit politiskt initierad med Gustav Vasa som främste pådrivare.
I samband med reformationen utgavs Gustav Vasas bibel och Se Wsi Testamenti, vilka var den första fullständiga bibelöversättningen till svenska respektive den första översättningen av Nya Testamentet till finska. Bibelöversättningarna hade stor betydelse för de båda språkens utveckling.

## Bakgrund
Den protestantiska reformationen inleddes i Tyskland av munken Martin Luther när han år 1517 i sina 95 teser angrep kyrkans släpphänta försäljning av avlatsbrev. Det första tecknet på att en aning om Luthers uppträdande trängt upp till Sverige är ett brev från Rom skrivet i september 1518. Vadstenaklostrets ombud i Rom berättade i brevet för "abbedissan, fadren konfessorn och alla älskeliga samsyskon i Gudi, att en doktor av S. Augustini orden i Wittenberg skrivit många conclusiones [teser] mot avlaten. Jag har läst", skrev ombudet, "huru avlaten först börjades och är byggd på lösan sand."
När Gustav Vasa kröntes till kung 1523 var Sverige, som han själv beskrev det, "ett öde och förlamat rike", drabbat av de långvariga krigens förödelse och försvagat inom jordbruk, gruvdrift och handel. Kungen hade inte ens resurser att upprätthålla hovet, bygga en effektiv krigsmakt eller täcka andra viktiga regeringsutgifter. Mitt i den allmänna fattigdomen fanns dock ett stånd som var mycket förmöget – det andliga. Genom gåvor hade kyrkor och kloster blivit ägare till en femtedel av Sveriges mark. Framför allt hade rädslan för skärseldens plågor fått många att på sin dödsbädd testamentera sina egendomar till kyrkan i utbyte mot själamässor. Utöver markägande hade kyrkor och kloster ackumulerat betydande rikedomar i form av guld- och silverkärl, smycken och värdefulla kläder. Det andliga ståndet var dessutom befriat från skatter. Kronan kunde inte ta del av deras rikedomar utan påvens tillåtelse.
Majoriteten av de andliga i Sverige var så bristfälligt utbildade att de inte kunde läsa och endast ett fåtal hade ens sett en bibel. De reciterade sina latinska böner, som de ofta inte ens själva förstod. Det var samtidigt inte ovanligt att en präst, i stället för att leva ogift som kyrkan föreskrev, hade ett förhållande med sin husmor, sin "forsia" som hon kallades. Prästen behövde bara betala en viss avgift till biskopen för att få tillstånd till detta. Avlatsförsäljare bedrev även i Sverige sin handel. På Vadstena kloster såldes exempelvis avlatsbrev för mycket stora summor.

## Befrielsekriget, Gustaf Trolle, interdikt och behovet av en fungerande kyrka
Den katolske ärkebiskopen i Sverige Gustaf Trolle (och med stöd av påven Leo X) var i strid med riksföreståndaren Sten Sture den yngre och Sveriges riksdag (Stäkets rivning). Trolle arbetade för en unionsvänlig politik (Kalmarunionen) och var allierad med Kristian II då denne tog makten över Sverige under hösten 1520. Trolle återinsattes som ärkebiskop och Stockholms blodbad genomfördes med bakgrunden av att påven skriftligen givit Trolle rätten att  bannlysa Sveriges riksdag som kättare och interdikt (kyrkostrejk) var utlyst mot dem. 
Trolle tvingades fly till Danmark 1521 under Gustav Vasas befrielsekrig, där Gustav Vasa med den bannlysta riksdagen kom till makten i Sverige. I Danmark hamnade Trolle också på den förlorande Kristians II:s sida, där Fredrik I och senare Kristian III tog makten med samma rejält dåliga relation med påven (som envist höll fast vid Kristian II och Trolle (nu i Danmark)). Trots Trolles uppsatta position och sitt stöd från påven, vägrade Gustav Vasa att erkänna honom som ärkebiskop och avvisade Trolle som landsförrädare. Påtryckningarna från Rom var en bidragande orsak till att Gustav Vasa aldrig återskapade en relation till Vatikanen, påbörjade reformationen och införde protestantismen i Sverige. Situationen var i princip densamma i Danmark och var där utgångspunkten till reformationen i Danmark–Norge och Holstein. 
Men inte heller påven gav sig, Trolles ersättare som ärkebiskop Johannes Magnus var inte i Sverige. Sverige kontrollerades politiskt och militärt i praktiken helt av den bannlysta riksdagen med Gustav Vasa i spetsen. Där interdikt gällde i princip för hela Sverige (och Danmark), dvs katolska kyrkan formellt sett strejkade, vägrade att auktorisera regimen i Sverige (och Danmark). Ur riksdagens, Gustav Vasas (och Fredrik I/Kristian III) perspektiv fanns ett konkret behov att lösa problemet med en strejkande kyrka mot statsmakten, Lutherdomen erbjöd ett alternativ, en fungerande kyrka under statens kontroll.

## Gustav Vasa och Olaus Petri
Redan 1523 hade Gustav Vasa träffat Laurentius Andreæ och börjat närma sig den protestantiska läran, och 1524 bröt Sverige de officiella kontakterna med Rom. Troligtvis hade Gustav Vasa redan planer på en övergång till den lutherska läran. Genom Laurentius Andreæ lärde kungen känna Olaus Petri och 1524 förflyttades han till Stockholm, utnämndes till sekreterare för stadens råd och prost i Storkyrkan. 
Bland svenska reformatorer blev Olaus Petri ledande teolog. År 1525 tog han steget att gifta sig och år 1526 utgavs Nya testamentet på svenska. För svensk bibeltext svarade Laurentius Andreæ och Olaus Petri, tillsammans med en rad andra, okända översättare. Till underlag tjänade Luthers tyska och Erasmus av Rotterdams latinska bibelöversättning.
Av notiser i Riksarkivet framgår att Gustav Vasa själv redan så tidigt som 1527 korresponderat med Luther. År 1536 visade han reformatorn sin erkänsla genom att förära honom en silverbägare. Hedersgåvan ska ha varit beledsagad av ett brev i vilket kungen uttalade sin tacksamhet över att han genom Luthers skrifter nått fram till en sann kunskap i evangeliet, och sin hjärtliga glädje över reformationens segertåg. Uppgiften om hedersgåvan och brevet kommer från Martin Luthers sonson Johan Ernst Luther.
År 1529 publicerades en svenskspråkig kyrkohandbok med gudstjänstordningar för dop, vigselgudstjänst, kyrktagning, de sjukas smörjelse, begravningsgudstjänst och bikt av dödsdömda. År 1531 publicerades Den svenska mässan.  
Till jultiden 1526 lät kungen utlysa en offentlig disputation mellan Olaus Petri och professor Peder Galle, gällande kyrkans skilda läror. Peder Galle vägrade delta, då han inte ansåg lärorna öppna för disputation och sade sig inte kunna företräda kyrkan utan påvens tillåtelse. Detta tog kungen som intäkt för att, utan vidare dialog, fortsätta sina reformationsplaner.
Vid riksdagen i Västerås 1527 gavs kungen makt att dra in kyrkliga egendomar och kyrkliga ämbetsutnämningar krävde därefter kungligt godkännande. Dessutom underställdes prästerskapet den världsliga lagen, och "det rena Guds ord" skulle predikas i kyrkorna och läras ut i skolan. I praktiken var detta en officiell sanktion av lutherska idéer. En utveckling mot reformkatolska ideal hade sedan tidigare möjliggjort lutherska teologers verksamhet i Sverige. Ett avgörande steg blev Örebro koncilium år 1528, där man beslutade om en försiktig reformation av kyrkan. 
Kungen visade i ett brev till abbedissan av Sko kloster en del av hans personliga åsikter om den katolska kyrkan och dess ordensväsenden. I brevet från 30 oktober 1527 låter han sin ilska rinna över då han tillrättavisar abbedissan över att hans systersdotter, nio-åriga Brita Joakimsdotter Brahe, som då vistades vid klostret för att få en utbildning, blev vid ett tillfälle klädd i nunnedräkt. Gustav Vasa var arg över att låtit klä "ett simpelt och menlöst barn i sin dödstvång" med "fariseiske habitum" (kläder). Kungen fortsätter skälla ut abbedissan och menar att inga kläder är mer heliga än andra och att ordern sysslar med bedrägeri när dom påstår annat. 
Relationen till kyrkan i Rom skakades år 1530 då Gustav Vasa utsåg Laurentius Petri (Olaus yngre bror) till ärkebiskop av Uppsala, utan påvlig bekräftelse. Laurentius Petri biskopsvigdes av en tidigare biskop, något som inte skedde i Danmark. Frågan om apostolisk succession är omdebatterad, och har senare kommit att betyda mycket för relationen med anglikanerna i Borgågemenskapen. 
Kyrkan i Sverige bröt definitivt med påven när den kanoniska rätten avskaffades 1536 vid ett kyrkomöte i Uppsala. Den befintliga kyrkoprovinsen, med dess stift och församlingar omvandlades till ett självständigt trossamfund, vars kyrkobyggnader och egendomar förblev i stiftens och församlingarnas ägo. Fram till 1535 kan Gustav Vasas kyrkopolitik karaktäriseras som reformkatolsk. Mellan 1539 och 1543 orienterade han sig mot de tyska kyrkornas mönster, bland annat under inflytande av Conrad von Pyhy, och bröderna Petri föll i onåd. Olaus Petri dömdes till döden 1540, men benådades. Från och med 1544 gynnade kungen åter en av bröderna Petri och denne kom att prägla den inhemska utvecklingen. Gustav Vasas privata teologiska hemmahörighet har av Carl-Gustaf Andrén karaktäriserats som "bibliskt förankrad lekmannafromhet" snarare än "luthersk", och under hans regeringstid behöll Svenska kyrkan en stor bredd bland prästerskapet. Hans söner skulle orientera sig i riktningar som kyrkan i längden inte skulle acceptera.

## Erik XIV
På kontinenten fick kalvinismen inflytande på 1560-talet, och påverkade bland annat Erik XIV och hans yngre bror hertig Karl, men avvisades av Svenska Kyrkan vid ett kyrkomöte som hölls i Stockholm 1565. En inhemsk bekännelseskrift och kyrkoordning sammanställdes av Laurentius Petri 1571, och antogs vid ett kyrkomöte i Uppsala 1572: Den Svenska Kyrkoordningen.

## Johan III
Johan III föredrog reformkatolicismen, och försökte därför erhålla påvens tillåtelse att den svenska kyrkan vid en eventuell återförening skulle kunna behålla gifta präster, gudstjänst på folkspråket, kommunion under båda gestalterna, samt en teologi baserad på kyrkofäderna snarare än på Tridentinska mötet. Dessa förhandlingar strandade. Däremot genomdrev Johan III ett tillägg till Den Svenska Kyrkoordningen, den så kallade Nova Ordinantia 1575 och en ny gudstjänstordning, den så kallade Röda boken 1576. I hertig Karls hertigdöme kom dessa böcker inte i bruk. Prästerskapet i hans landskap, vilka tog intryck av lutheranerna i norra Tyskland, avvisade den romerska katolicismen i Örebro artiklar.
Vid Uppsala möte 1593 antogs Augsburgska bekännelsen som rikets lära och man beslutade sig för att återgå till Den Svenska Kyrkoordningen. De tre trosbekännelserna från den tidiga kyrkan behölls.

## Sigismund
Sigismund, son till Johan III, var katolik, och redan polsk kung och storfurste av Litauen när han tillträdde den svenska tronen 1592. Hans farbror, hertig Karl, motarbetade dock honom starkt, och anförde bland annat religionen som en orsak därtill, vilket till slut ledde fram till avsättningskrig mot Sigismund.

## Karl IX
År 1600 föll de sista med katolske kung Sigismund kungalojala slottsherrarna i Svenska Estland, och hertig Karl tillträdde som kung samma år, med bland annat Linköpings blodbad som följd. Därmed var Avsättningskriget mot Sigismund över och i stället omvandlats till Andra polska kriget, varmed Sverige sedan dess förblev avgjort protestantiskt.

## Efter Karl IX
Den svenska kyrkan blev så ett evangelisk-lutherskt trossamfund. Det katolska prästerskapet tvingades konvertera eller lämna landet.
Under 1600-talet präglades Svenska kyrkan av luthersk ortodoxi, och från och med 1680-talet allt starkare band till statsmakten. Diakonvigningar föll ur bruk på 1660-talet, och samtidigt föll biskopens konfirmation av katekesungdomen ur bruk. Till bekännelseskrifterna lade man Martin Luthers lilla katekes och senare även Konkordieboken. 1686 års kyrkolag bestämde kyrkans verksamhet till 1993. Under början av 1700-talet kom pietismen till Sverige, och även om rörelsen som sådan motarbetades och på sikt dog ut, fick en mer känslosam och andlig kristendomsupplevelse under 1700-talets lopp ett allt större inflytande. Under tidigt 1800-tal hade kyrkan långsamt utvecklats mot en mer andlig profil. Under första hälften av 1800-talet får frikyrkliga rörelser, oftast knutna till baptismen allt starkare spridning i Sverige. 1858 upphävdes konventikelplakatet, och andra kyrkor än Svenska kyrkan tillåts verka i landet. Genom lagar 1860 och 1873 (Dissenterlagarna) gavs möjlighet för svenska medborgare att lämna statskyrkan under förutsättning att personen i fråga samtidigt anmälde inträde i ett annat, officiellt godkänt, samfund. I början av 1900-talet genomgick Svenska kyrkan stora förändringar, under påverkan från ungkyrkorörelsen och genom visioner som folkkyrkotanken.
1951 års religionsfrihetslag gav svenska medborgare rätten att fritt gå ur Svenska kyrkan. Det tidigare kravet att man måste gå med i ett annat godkänt samfund togs bort. Den 1 januari 2000 skiljdes Svenska kyrkan och Svenska staten åt. Samtidigt upphävdes religionsfrihetslagen, numera hänvisas frågan till Regeringsformens grundläggande fri- och rättigheter samt Europakonventionen.
Efter splittringen av riket 1809 organiserades den Evangelisk-lutherska kyrkan i Finland för de delar av Västerbotten och Finland som förlorats. Till kyrkans område överfördes också det som i Ryssland kallades "Gamla Finland" d.v.s. områden från Pyttis till Viborg. Som ett resultat av att den lutherska kyrkans högsta ledare kom att bli en ortodox kejsare utarbetades redan 1869 den första kyrkolagen under ledning av Frans Ludvig Schauman. Kyrkolagen inledde åtskiljandet av kyrka och stat. Många av 1800-talets andliga rörelser kom att stanna inom kyrkan i Finland.

## En pågående reformation
År 1995 hade William A. Beckham publicerat The Second Reformation: Reshaping the Church for the 21st Century. Han hävdade att den reformation Luther hade inlett fortfarande pågår och att den nu gått in i en ny fas där grundläggande strukturer nödvändigtvis förändras. Detta har setts som uttryck för en bred internationell rörelse inom kristenheten som vill reformera kyrkan.
Biskopen John Shelby Spong i Episkopala kyrkan i USA publicerade år 2001 boken A New Christianity for a New World: Why Traditional Faith is Dying and How a New Faith Is Being Born.
Frågan blev aktuell i Svenska kyrkan under Kyrkomötet 2004, då kyrkostyrelsen fick frågan om hur de förhåller sig till Spongs uppfattning att kyrkan måste överge sin klassiska teologi för att inte dö. Styrelsens svar gavs av biskopen Claes-Bertil Ytterberg, som deklarerade att det aldrig funnits och aldrig kommer att finnas något som kan kallas "klassisk kristen tro", utan endast "olika tidsbundna försök att fånga upp erfarenheter av Gud". 
Behovet av reformation har fått stöd av många teologer i och utanför Sverige. Några som intagit en öppenhet inför förändring är exempelvis William Johnston, Lennart Koskinen, Claes-Bertil Ytterberg och KG Hammar. Andra har uppfattat utvecklingen som ett hot:
Konsekvensen av det här är en växande skara av inflytelserika protestantiska och katolska ledare som liksom gnostikerna under den tidiga kyrkans tid menar sig ha kommit till en djupare insikt (gnosis) om vad kristendom egentligen handlar om och nu försöker omtolka och transformera teologin utifrån denna insikt baserad på en inre upplevelse av gud genom österländska meditationstekniker i kristen förpackning. Det sorgliga är att dessa teologer verkar vara totalt okunniga om innebörden av en evangelisk pånyttfödelse på Bibelns grund. I stället anses företrädare för klassisk kristendom vara naiva barn som ännu befinner sig på ett lägre stadium i utvecklingen.